# Storbritanniens belöningssystem

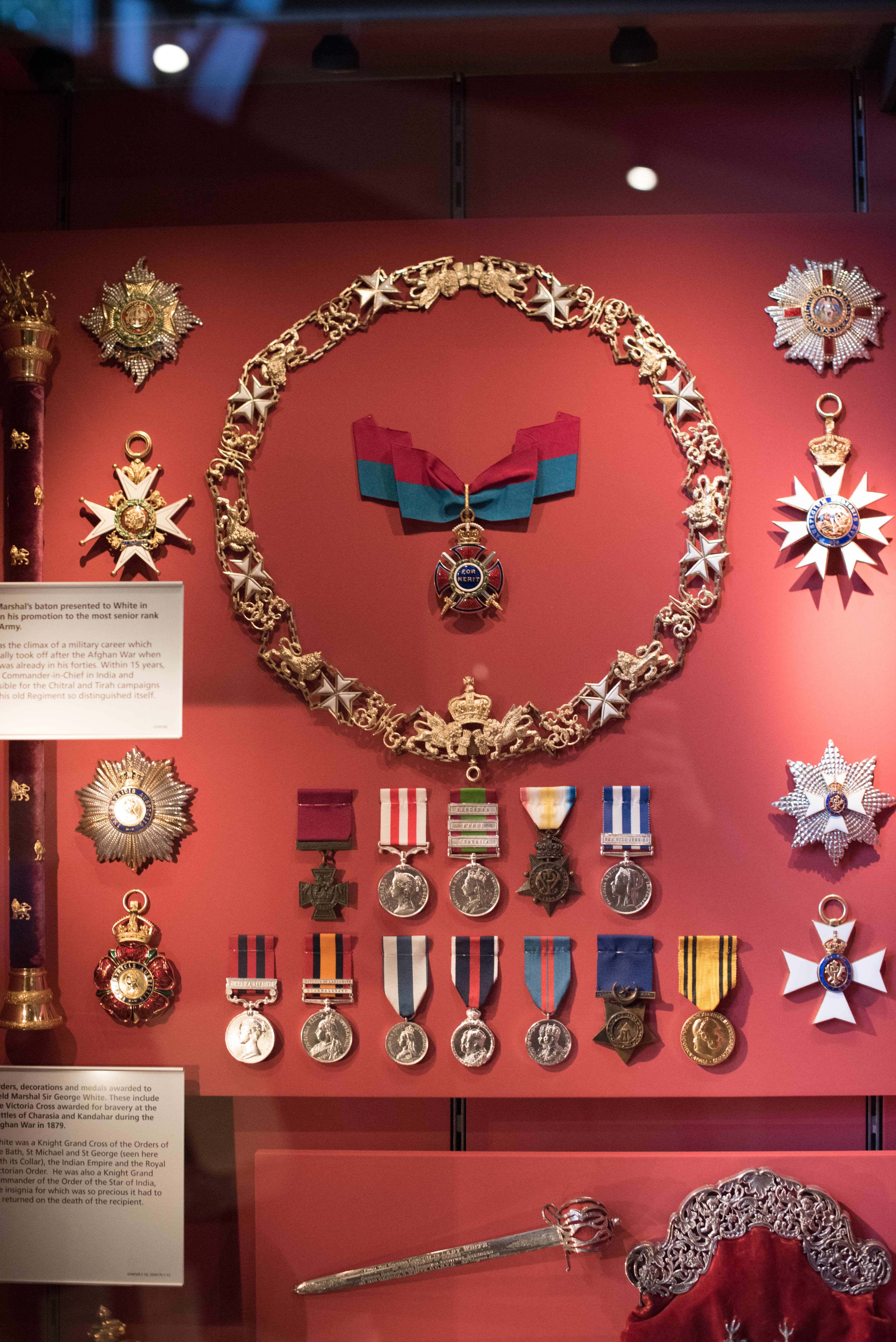
Ordnar, medaljer samt marskalkstav som tillhört fältmarskalk George Stuart White.

Storbritanniens belöningssystem (British honours system) är en samlingsbeteckning för ordnar, medaljer, pärsvärdigheter och andra titlar som delas ut av den brittiska monarken som belöning eller uppskattning för personligt hjältemod, framstående insatser, eller lång och trogen tjänst till Storbritannien och dess översjöiska territorier.
Ordnar som utdelas av monarken på premiärministerns inrådan bereds dessförinnan i Cabinet Office (för brittiska medborgare) och Foreign and Commonwealth Office (för utlänningar). Ett fåtal ordnar och medaljer utses direkt av monarken, däribland Strumpebandsorden, Tistelorden och Victoriaorden. Utnämningar till ordnar eller andra utmärkelser publiceras i den officiella tidningen för England och Wales: The London Gazette.

## Baronett

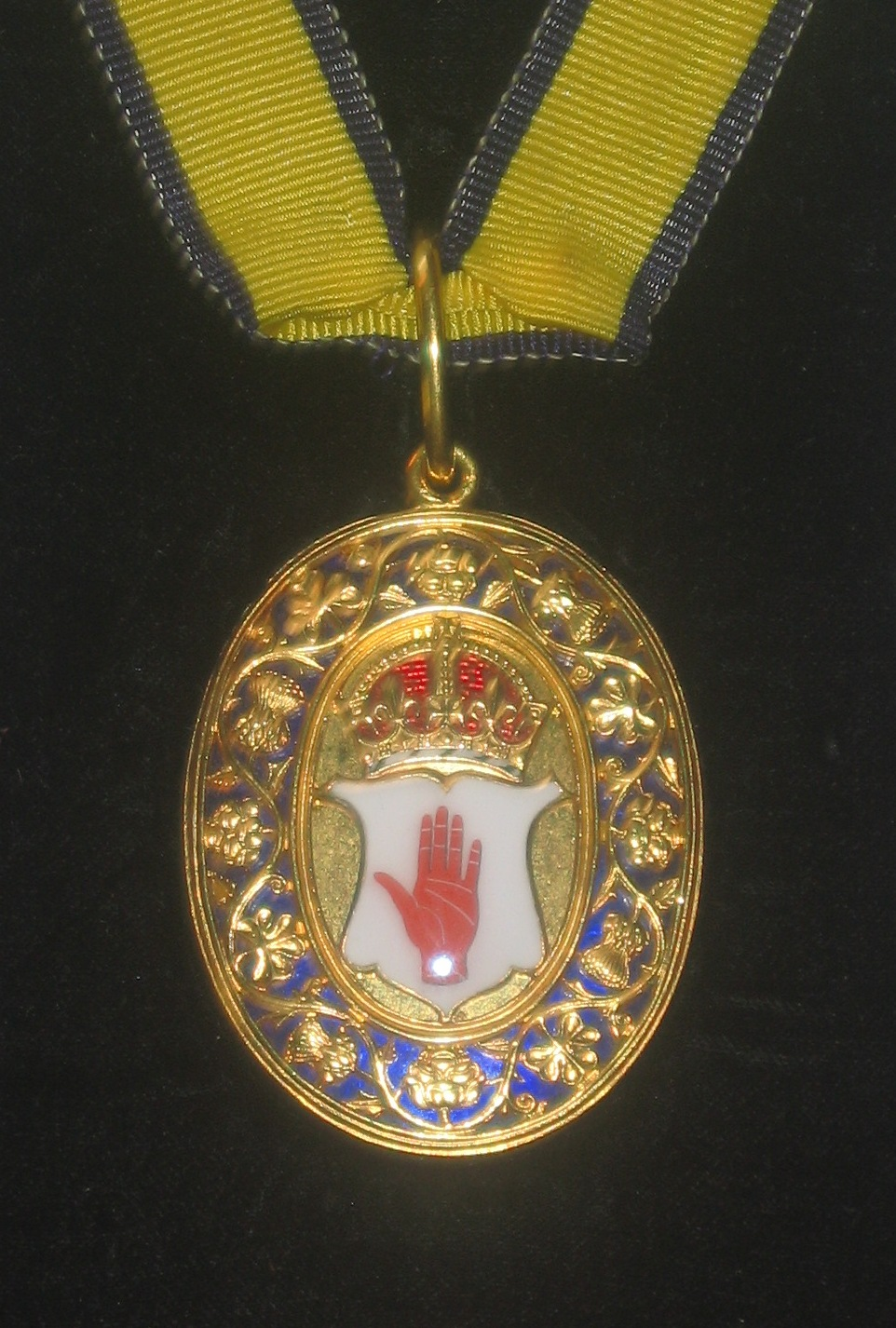
Värdighetstecken som bärs av alla baronetter utom de skotska.

Baronet (engelska: Baronet; ) är en ärftlig brittisk titel i primogenitur som indikerar innehav av en särskilt instiftad värdighet, ett baronettskap (engelska: Baronetcy). 
Upphovet till att titeln instiftades i England och Skottland på 1600-talet var som en belöning åt dem ur samhällsklassen landed gentry som ekonomiskt bidrog till att bekosta koloniseringen av Irland respektive Nova Scotia i Brittiska Amerika.
En baronett står högre i rang än en medlem av en kunglig riddarorden (med undantag av Strumpebandsorden, Tistelorden och Sankt Patriksordens riddare), men lägre i rang än en baron, vilket är den lägsta graden av pärsvärdighet. Baronettvärdighet är dock helt åtskild från pärsvärdighet och ger ingen plats i överhuset. Historiskt har dock baronetter jämförts med vad som i länder på den europeiska kontinenten betecknats som lågadel i avsaknad av en formell sådan i Storbritannien och dess riksdelar. 
I likhet med medlemmar av högre grader av kungliga riddarordnar tituleras en baronett med "Sir" följt av förnamnet.

## Dekorationer

### Ordnar
Listade i rangordning:

#### Lista över ordnar
| Namn                                                                                               | Grader (förkortning)                                                                                             | Släpspänne | Grundad          | Grundare                 | Motto                                                                      | Utdelas för/av | Relaterade utmärkelser                      | Källor |
| -------------------------------------------------------------------------------------------------- | --- | ---------- | ---------------- | ------------------------ | -------------------------------------------------------------------------- | --- | ------------------------------------------- | ------ |
| Strumpebandsorden The Most Noble Order of the Garter                                               | Knight/Lady (KG)/(LG)                                                                                            |            | 23 april 1348    | Edvard III               | Honi soit qui mal y pense                                                  | Högsta orden i England, Wales och Nordirland Monarken bestämmer själv (ingen hemställan av premiärministern).                                       | -                                           | [ 2 ]  |
| Tistelorden The Most Ancient and Most Noble Order of the Thistle                                   | Knight/Lady (KT)/(LT)                                                                                            |            | 29 maj 1687      | Jakob VII                | Nemo me impune lacessit ("Ingen provocerar mig ostraffat")                 | Högsta orden i Skottland. Monarken bestämmer själv (ingen hemställan av premiärministern).                                                          | -                                           |        |
| Bathorden The Most Honourable Order of the Bath                                                    | Knight/Dame Grand Cross (GCB) Knight/Dame Commander (KCB)/(DCB) Companion (CB)                                   |            | 18 maj 1725      | Georg I                  | Tria iuncta in uno ("Tre förenade i en")                                   | Civila avdelningen: seniora ämbetsmän; Militära avdelning: flaggmän och generalspersoner. Utdelas av monarken på hemställan av premiärministern.    | -                                           |        |
| Förtjänstorden The Order of Merit                                                                  | Member (OM) |            | 23 juni 1902     | Edvard VII               | For merit                                                                  | Militär, vetenskap, konst, litteratur, kultur. Högst 24 ordensledamöter samtidigt. Monarken bestämmer själv (ingen hemställan av premiärministern). | -                                           |        |
| Sankt Mikaels och Sankt Georgsorden The Most Distinguished Order of Saint Michael and Saint George | Knight/Dame Grand Cross (GCMG) Knight/Dame Commander (KCMG)/(DCMG) Companion (CMG)                               |            | 28 april 1818    | Georg (IV) (prinsregent) | Auspicium melioris ævi ("Tecken på en bättre tid")                         | Diplomater och kolonialtjänstemän. Utdelas av monarken på hemställan av premiärministern.                                                           | -                                           | [ 3 ]  |
| Victoriaorden The Royal Victorian Order                                                            | Knight/Dame Grand Cross (GCVO) Knight/Dame Commander (KCVO)/(DCVO) Commander (CVO) Lieutenant (LVO) Member (MVO) |            | 21 april 1896    | Victoria                 | Victoria ("Seger", på latin)                                               | Tjänster åt kronan. Monarken bestämmer själv (ingen hemställan av premiärministern).                                                                | Royal Victorian Medal Royal Victorian Chain | [ 4 ]  |
| Brittiska imperieorden The Most Excellent Order of the British Empire                              | Knight/Dame Grand Cross (GBE) Knight/Dame Commander (KBE)/(DBE) Commander (CBE) Officer (OBE) Member (MBE)       |            | 4 juni 1917      | Georg V                  | For God and the Empire ("För Gud och Imperiet")                            | Finns i civil och militär variant. Utdelas av monarken på hemställan av premiärministern.                                                           | British Empire Medal                        |        |
| Order of the Companions of Honour                                                                  | Companion (CH)                                                                                                   |            | 4 June 1917      | Georg V                  | In action faithful and in honour clear ("I handling trofast och äran ren") | Konsterna, vetenskap, politik, näringsliv, religion. Utdelas av monarken på hemställan av premiärministern.                                         | -                                           | [ 5 ]  |
| Distinguished Service Order                                                                        | Companion (DSO)                                                                                                  |            | 6 september 1886 | Victoria                 | -                                                                          | Officerare för ledarskap i aktiv tjänst. Utdelas av monarken på hemställan av premiärministern.                                                     | -                                           |        |
| The Imperial Service Order                                                                         | Companion (ISO)                                                                                                  |            | 8 augusti 1902   | Edvard VII               | For faithful service ("För trogen tjänst")                                 | Statstjänsteman i 25 år (i administrativ eller klerikal tjänst)                                                                                     | Imperial Service Medal                      |        |

Dessutom finns ett antal ordnar som är vilande, men egentligen upphört, då de statsbildningar de representerade inte längre existerar eller vars mottagare inte längre är i livet: Sankt Patriksorden (irländsk motsvarighet till engelska Strumpebandsorden och skotska Tistelorden), Indiska stjärnorden samt Kejsardömet Indiens orden (de senare två relaterade till Brittiska Indien).

#### Lista över nivåer på ordnar
Det fetmarkerade förkortningarna är de nivåer i respektive orden som ger en brittisk innehavare rätten att bära titel sir eller dame framför sitt förnamn, såvida inte innehavaren redan innehar ett baronettskap, Knight Bachelor eller en högre titel såsom pärskap alternativt omedelbart släktskap till en sådan eller en kunglig titel.
| Ordens namn                         | Släpspänne | 1     | 2         | 3   | 4   | 5   | 6   |
| ----------------------------------- | ---------- | ----- | --------- | --- | --- | --- | --- |
| Strumpebandsorden                   |            | KG LG | -         | -   | -   | -   | -   |
| Tistelorden                         |            | KT LT | -         | -   | -   | -   | -   |
| Bathorden                           |            | GCB   | KCB DCB   | CB  | -   | -   | -   |
| Förtjänstorden                      |            | OM    | -         | -   | -   | -   | -   |
| Sankt Mikaels och Sankt Georgsorden |            | GCMG  | KCMG DCMG | CMG | -   | -   | -   |
| Victoriaorden                       |            | GCVO  | KCVO DCVO | CVO | LVO | MVO | RVM |
| Brittiska imperieorden              |            | GBE   | KBE DBE   | CBE | OBE | MBE | BEM |
| Order of the Companions of Honour   |            | CH    | -         | -   | -   | -   | -   |
| Distinguished Service Order         |            | -     | -         | DSO | -   | -   | -   |
| Imperial Service Order              |            | -     | -         | ISO | -   | -   | ISM |

### Medaljer
Ett stort antal medaljer finns däribland Victoriakorset som ges till militär personal för hjältemod och tapperhet i strid, samt Georgskorset som är den civila motsvarigheten. I bärandeordningen (engelska: Order of Wear) kommer Victoriakorset och Georgskorset (i den ordningen) före alla andra ordnar och övriga medaljer.

## Pärsvärdighet

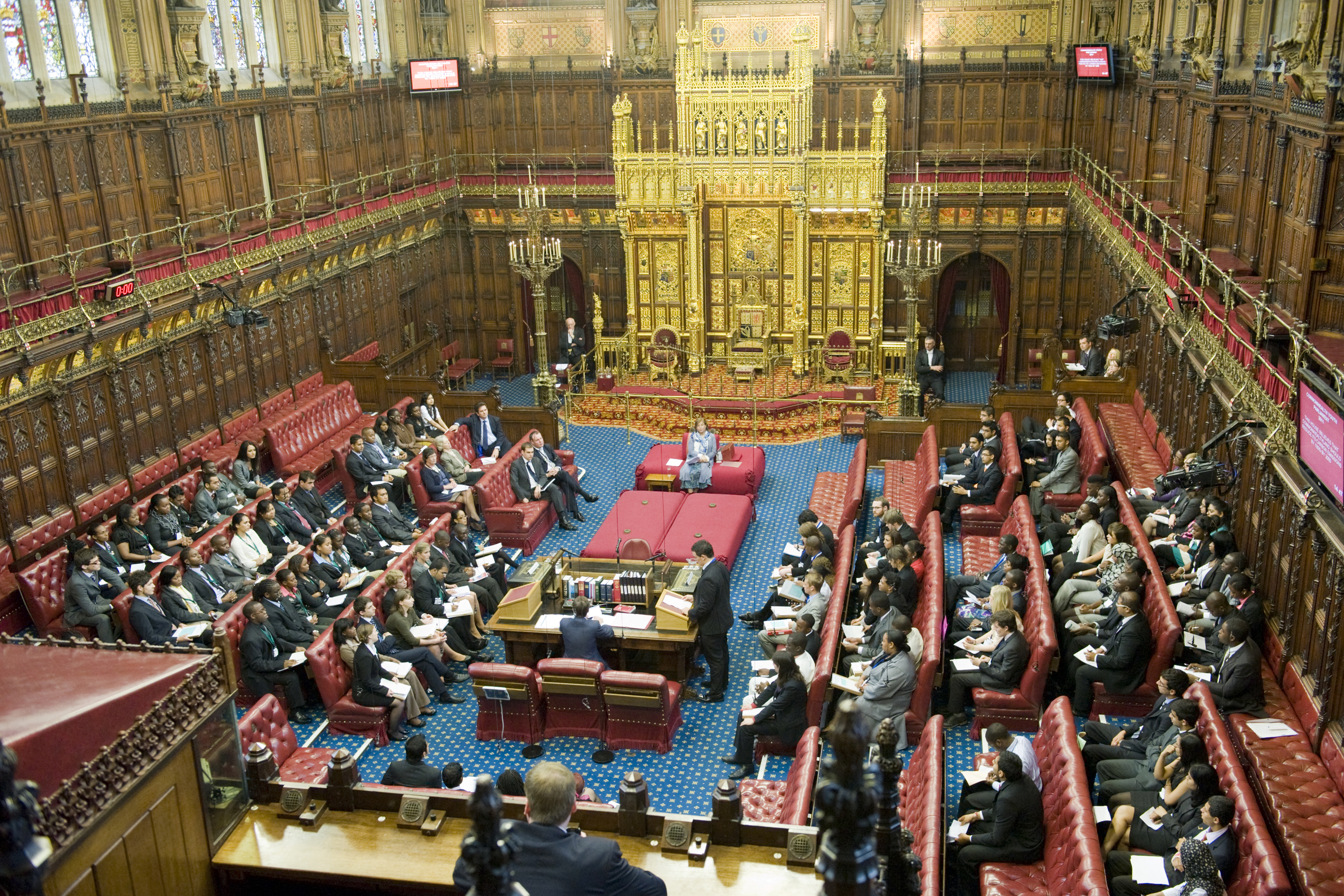
Överhusets kammare i Westminsterpalatset.

Pärernas roll är att besätta platserna i överhuset och är därför ej valbara till underhuset. Rätten för ärftliga pärer till en plats i överhuset har successivt begränsats genom unionsbildningarna mellan England, Skottland och Irland samt av politiska reformer med just detta syfte. Irländska pärer var inte förhindrade att ställa upp till val i underhuset, vilket förklarar hur Lord Palmerston (Henry John Temple, 3:e viscount Palmerston) kunde samtidigt inneha en pärsvärdighet och samtidigt vara vald ledamot av underhuset.
Den senaste stora reformen skedde under Tony Blairs tid som premiärminister med House of Lords Act 1999. Enligt den kompromiss som godtogs kvarstår 90 ärftliga pärer, varav två är de som uppbär de ärftliga ämbetena som Earl Marshal och Lord Great Chamberlain. När någon av de övriga 88 pärerna avlider eller frivilligt avgår hålls det fyllnadsval för vakant plats. Vilka som är röstberättigade i fyllnadsval beror på vilken valgrupp som platsen tillhörde och som syftar till att avspegla fördelningen i överhuset innan House of Lords Act 1999 trädde i kraft.
Av tradition har samtliga pärer haft tre privilegier: för det första, rätten att i straffrättsliga mål dömas av sina jämlikar (avskaffat genom lag 1948); för det andra, rätten att få begära audiens hos monarken; samt slutligen, rätten att inte kunna hållas i arrest för civilrättsligt mål (ytterst ovanligt).

### Ärftligt pärskap

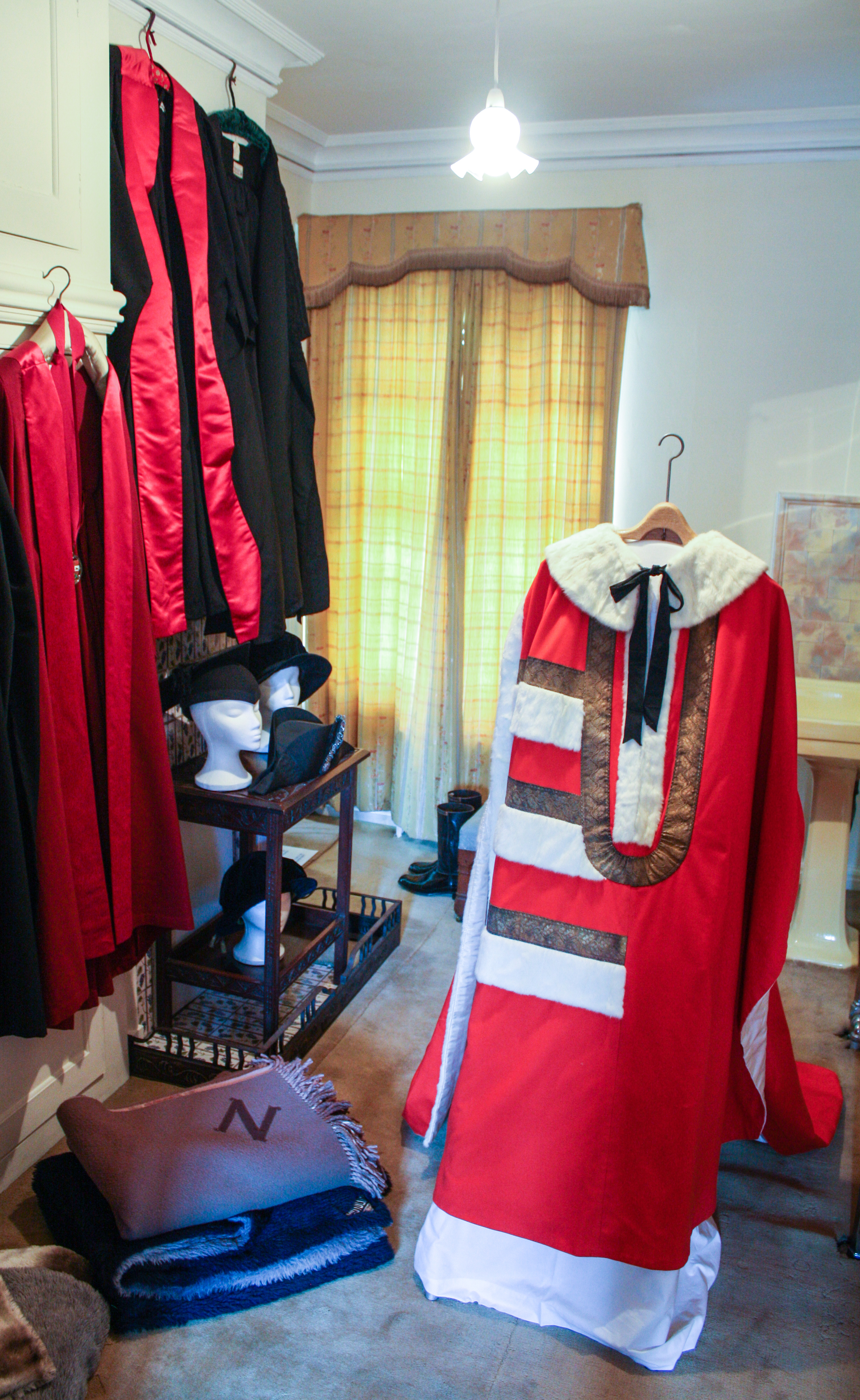
Skrud för en viscount i överhuset med 2 och ½ galoner.

Pärsvärdighet (engelska: Peerage) en benämning på det system av titlar som anger om innehavaren har adlig värdighet. En commoner är i traditionell brittisk kutym är alla de som varken är en pär (engelska: Peer) själv eller monarken. Ärftlig pärsvärdighet innehas endast av huvudmannen för varje titel (pären), närmsta arvtagaren till en huvudman kan som en artighetsgest ges en av huvudmannens sekundärtitlar (engelska: courtesy title), om sådan finns. Beroende på vilken pärstitel som huvudmannen bär, kan yngre söner och döttrar ges prefix som Lord, Lady eller The Honourable. Pärstitlar ärvs i de flesta fall enbart i agnatisk primogenitur, såvida det utfärdande privilegiebrevet från brittiska monarken inte uttryckligen medger kvinnlig arvsrätt. 
Ärftliga pärer kan avsäga sig sitt pärskap under sin livstid under Peerage Act 1963, som tillkom efter att Labour-politikern Tony Benn fråntogs rätten att sitta kvar som folkvald ledamot i underhuset när han ärvde sin fars pärskap.
Ärftliga pärskap har efter 1900-talets mitt med få undantag huvudsakligen getts till manliga medlemmar av kungafamiljen i samband med bröllop.

### Livstidspärer
Livstidspärernas (Life peers) titel, som alltid är baron, är personlig och går inte i arv. Livtidspärer infördes på 1800-talet för att kunna tillsätta överhusets rättskunniga laglorder, utan att deras efterkommande ättlingar i primogenitur (som kanske inte var juridiskt skolade) skulle ges plats i överhuset. Under 1900-talets mitt har systemet med livstidspärer övergått till ett renodlat politiskt belöningssystem för att kunna ge dessa plats i överhuset.